# ماديرا
مُدَيْرَة (بالبرتغالية: ) أو مَادِيرَة مجموعة من الجزر في المحيط الأطلسي شمال غربي أفريقيا، تتبع البرتغال، وعاصمة الجزر فُنشَال، وتبلغ مساحتها 801 كم مربع.

العلم

## تاريخ

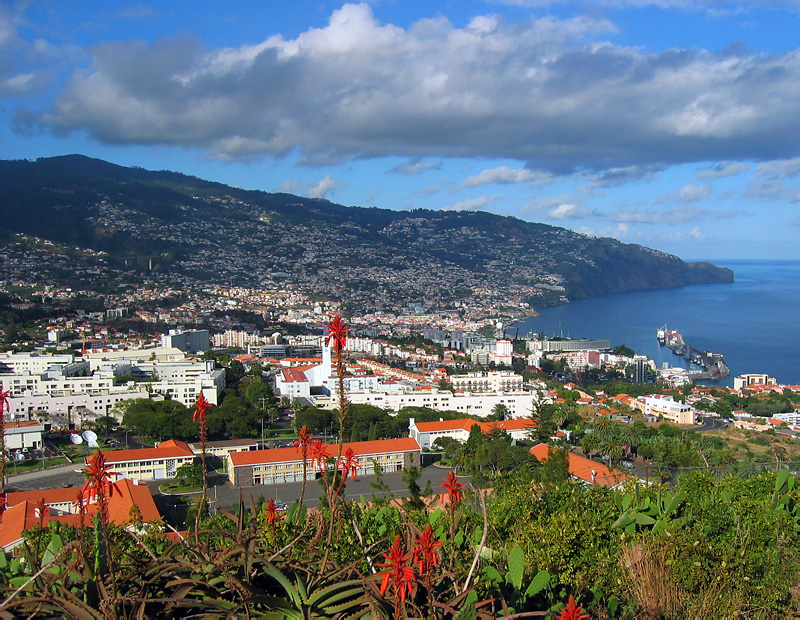
فونشال من قمة دا كروز

عرفها الرومان، أعاد الملاحون البرتغاليون اكتشاف الأرخبيل في 1419، ووصفوها بهذا الاسم مديرة (بالبرتغالية: madeira) وتعني الخشب وذلك لوفرة الخشب في الجزر.
استعد المكتشف البرتغالي «جونسالفيز زاركو» ليعرف حجم المحيط الأطلسي الهائل في عام 1418م، ولكن بسبب العواصف، انحصر في أرخبيل ودخل جزرًا مجهولة.
بعد سنة، عاد إلى هذا المحيط الخطير، من أجل أن يقطن في أكبر الجزر المكتشفة حديثاً، ويطالب بها للمملكة البرتغالية.
كان بحارو القرن الخامس عشر، في جميع الأحوال، يتعرضون كثيراً للأمطار والعواصف الشديدة، فعندما كانوا يبحرون بعيداً عن الشواطئ، كانت رحلاتهم في البحار المجهولة تصبح خطرة أكثر فأكثر.
في الأول من تموز «يوليو»، عام 1419م، حدد فريق «جونسالفز زاركو» موقع العديد من طيور البحر، وهذه إشارة إلى وجود أرض.
الدلافين التي تعبر طريق السفن.
وبالفعل، ظهرت الأرض في الأفق في ذاك اليوم المحدد، على بعد حوالي خمسمائة وخمسين كيلومتر من الساحل المغربي.
ومثل معظم بحاري العصور الوسطى كانت لديهم اعتقادات خرافية باطلة، كان «جونسالفيز زاركو» لديه هذا الشعور فكان خائفاً من الأرض الجديدة، وكان يعلم أن هناك قصصًا وأساطير مزعومة وخرافية عن وصول السفن والبحارة إلى هذه الأعماق ومع ذلك واصل اكتشافاته وسط هذه الجزر المجهولة.
ما فعله في الواقع هو الاكتشاف، الذي لم يكن سوى أمر مثير، حيث كانت هناك جبال وعرة في وسط الأرض، ولكن كانت الجزيرة برمّتها قديمة وخالية.

## اللغة
لغة البلاد الرسمية هي برتغالية، إحدى اللغات الرومانسية. يتكلم قلة من الناس اللغة الأستورية، التي تعترف الدولة بها

## جغرافيا

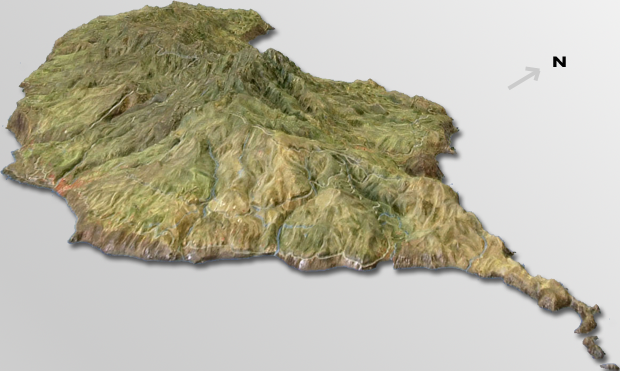
صورة ثلاثية الأبعاد لجزيرة مديرة

مديرة هي أكبر الجزر، حيث تغطي مساحة 741 كيلومتر مربع، 57 كم طول وعرضها 22 كم. جزيرة بورتو سانتو، التي تبعد 40 كم عن شمال شرق مديرة، هي ثاني أكبر جزيرة ب 42.17 كيلومتر مربع. وهناك مجموعات من الجزر غير مأهولة، جزر سالفاخيس، تقع 250 كم جنوب مديرة والجزر الصحراوية التي تقع 25 كم جنوب شرق فونشال.

### جيولوجيا
منشأ هذه الجزر هو ناتج عن النشاط البركاني الذي بدأ حوالي 19 مليون سنة، بورتو سانتو منذ 8 ملايين سنة، ومديرة 5 ملايين سنة.

### الحيتان
لم تكن الزراعة هي المهنة الوحيدة في «مديرة»، فعلى مر القرون، جذب العنبر صيادي الحيتان من كل الدول إلى «المحيط الأطلسي» الخطر.
استقر صيادو الحيتان في «الأزوريس» في «مديرة» منذ عهد قريب نسبياً، لهذا السبب لم تتقدم محطة صيد الحيتان الأولى هناك قبل عام 1940م.
ولكنهم بخلاف العديد من أساطيل صيد الحيتان، لم يستعملوا المدافع قط، كان سكان جزيرة «المديرة» يستخدمون قوتهم الجسدية في الصيد، وبقيت هذه الطريقة من أقدم الطرق في صيد الحيتان، في خلال سنوات، قتل ثلاثمائة حوت وجذبت كلها إلى الساحل المجاور.
من جسده الضخم، كانوا يعدون وجبة مؤلفة من الزيت والعظام، في عام 1982م، منع صيد الحيتان من أجل حماية حيوان البحر الضخم هذا.
وحالياً، إن فصائل الحيتان التي تمر بالقرب من شواطئ «مديرة» محميةٌ تماماً، وهذه هي حال دلافين «المحيط الأطلسي» أيضاً.
فعلى الرغم من أن طولها يصل إلى أكثر من مترين ويصل وزنها إلى مائة وأربعين كيلوجرام، إلا أنها تعتبر فرداً حقيقياً من عائلة الحيتان.

### الدلافين
تغامر الدلافين بعيداً في «المحيط الأطلسي»، إذ أن عرض البحر هو موطنها، وحتى هذا اليوم، توجد على جزيرة «مديرة» مناطق محمية، ولا سيما المنطقة الجبلية، التي يصل ارتفاعها إلى ألف وثمانمائة متر تقريبا، وقد بقيت غير مسكونة.

## سكان

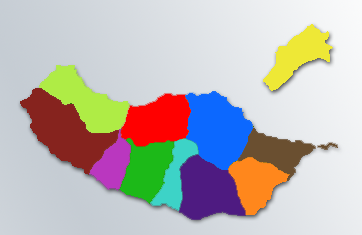
التقسيم الإداري للجزر

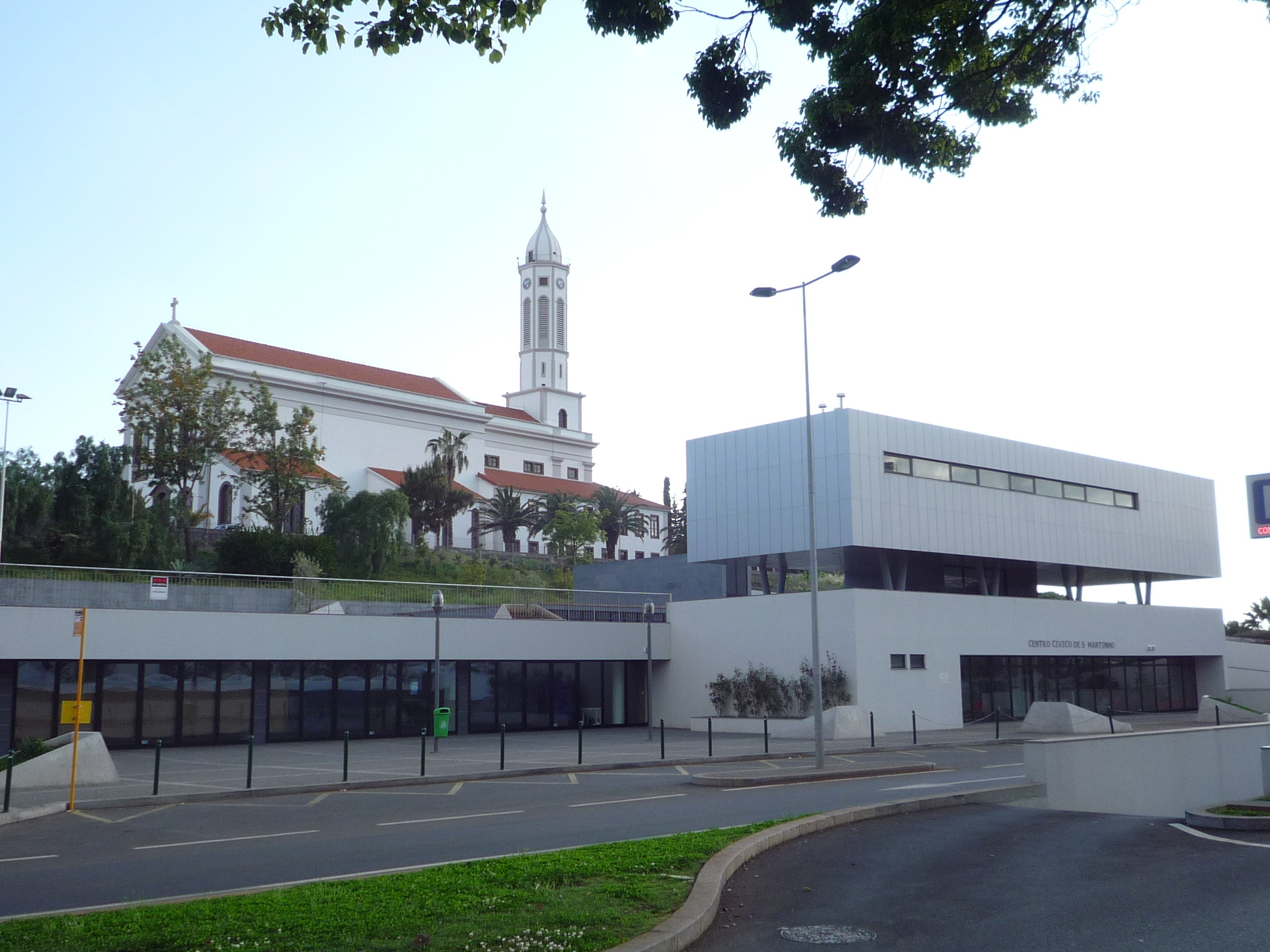
مركز وكنيسة القديس مارتن

يبلغ سكان مديرة 245,806 نسمة (2006)، على الرغم من أن الكثافة السكانية (نحو 300 نسمة / كيلومتر مربع) أعلى من المتوسط الوطني والأوروبي، 75 % من سكان الجزيرة مديرة يعيش فقط فوق 35 ٪ من الأراضي، ولا سيما في الساحل الجنوبي، حيث مدينة فونشال، عاصمة منطقة الحكم الذاتي للمديرة، والتي تبلغ 45 ٪ من السكان (130,000 نسمة) مع كثافة تصل إلى 1,500 نسمة لكل كيلو متر مربع. يقع فيها الجزء الأكبر من الفنادق.
الغالبية العظمى من السكان يعتنقون المسيحية على مذهب الكنيسة الرومانية الكاثوليكية.
وفقا لبيانات المؤسسة، يبلغ عدد الأجانب في نهاية عام 2006 حوالي 7404 من 91 بلدا، معظمهم من البرازيل.

### الإسلام في مديرة
هاجر إليها المسلمون من موزمبيق وغينيا بيساو وبنغلاديش والسنغال والمغرب ومصر وأوزبكستان ويعتقد أنهم حوالي 1000 مسلم.
الجزيرة بها مسجد وحيد بالعاصمة فونشال لا يتعدى حجمه ال60 مترا مربعا.

## الاقتصاد

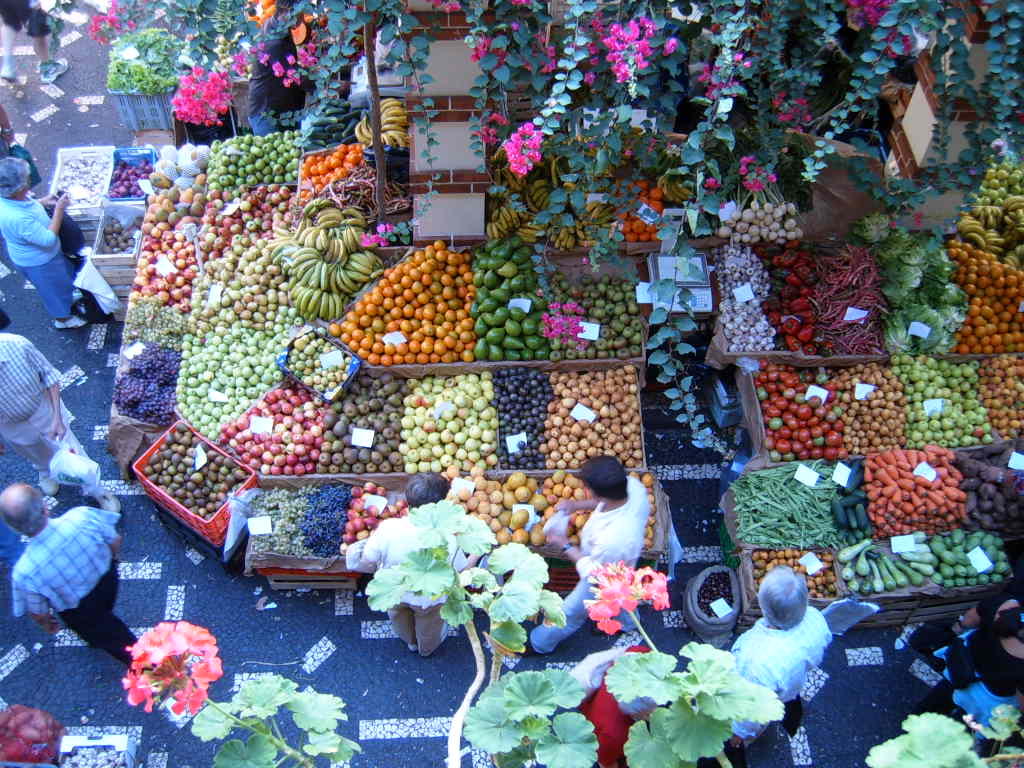
سوق في فونشال

النشاط الاقتصادي الرئيسي في المنطقة هو السياحة، تستقبل الزوار من جميع أنحاء أوروبا على مدار السنة، الذين يسعون إليها لليونة مناخها. جملة من المشاهير زاروا الجزيرة من بينهم إمبراطورة النمسا سيسي، تشارلز الأول، آخر إمبراطور في النمسا، الذي توفي في فونشال سنة 1924، و ونستون تشرشل. كما تعتمد كذلك على الزراعة مع التركيز بصفة خاصة على العنب الخاص بالخمر، الجزر تشتهر بإنتاجها لنبيذ مديرة. كما تنتج الموز، الفواكه الاستوائية وشبه الاستوائية (المانجو، والبابايا، والأناناس). قصب السكر، البن، من بين آخرين. أشجار النخيل ومثل جوز الهند.

## مطار كريستيانو رونالدو (مديرة سابقاً)
ويعرف أيضا بمطار فونشال كان من أسوأ المطارات لقصر ممر الطائرات 1400 متر واعترض معظم
الطيارين لسوء الممر وعدم استواء الأرض. في عام 2003 تم تحديث المطار وأصبح من أجمل المطارات في البرتغال.
أعيد تحديث اسم المطار إلى مطار كريستيانو رونالدو
في تاريخ 22 تموز من عام 2016 لفضل اللاعب بجلب أغلى الكؤوس الرياضية يورو 2016 الذي أقيم بفرنسا .

## الأعياد والعطل
العطل الرسمية هي رأس السنة الميلادية (الأول من كانون الثاني/يناير)، عيد الفصح، عيد الحرية (25 نيسان/أبريل)، عيد العمال (1 أيار/مايو)، يوم البرتغال (10 حزيران/يونيو)، عيد القربان، عيد رفع مريم، عيد تأسيس الجمهورية (5 تشرين الأول/أكتوبر)، عيد جميع القديسين (1 تشرين الثاني/نوفمبر)، يوم إعادة إنشاء الجمهورية (1 كانون الأول/ديسمبر)، عيد الحبل بلا دنس (8 كانون الأول/ديسمبر)، ليلة وعيد الميلاد المجيد (25-26 كانون الأول/ديسمبر).

## الرياضة في مديرة
تنشط في أرخبيل مديرة عدة أنواع من الرياضة خصوصًا كرة القدم، فإنَّ لاعب كرة القدم العالمي كريستيانو رونالدو ولد في جزيرة مديرة.

## معرض صور

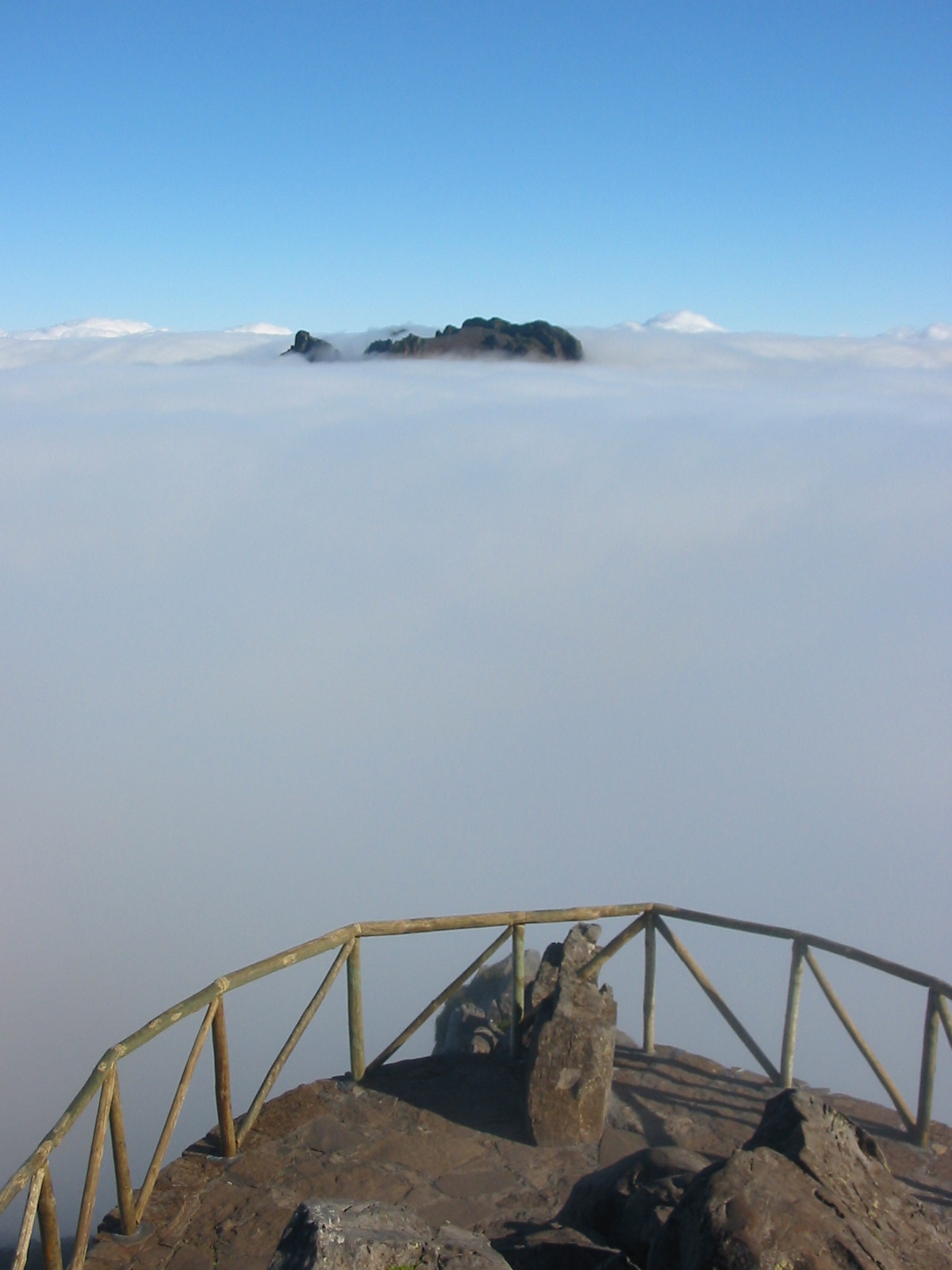
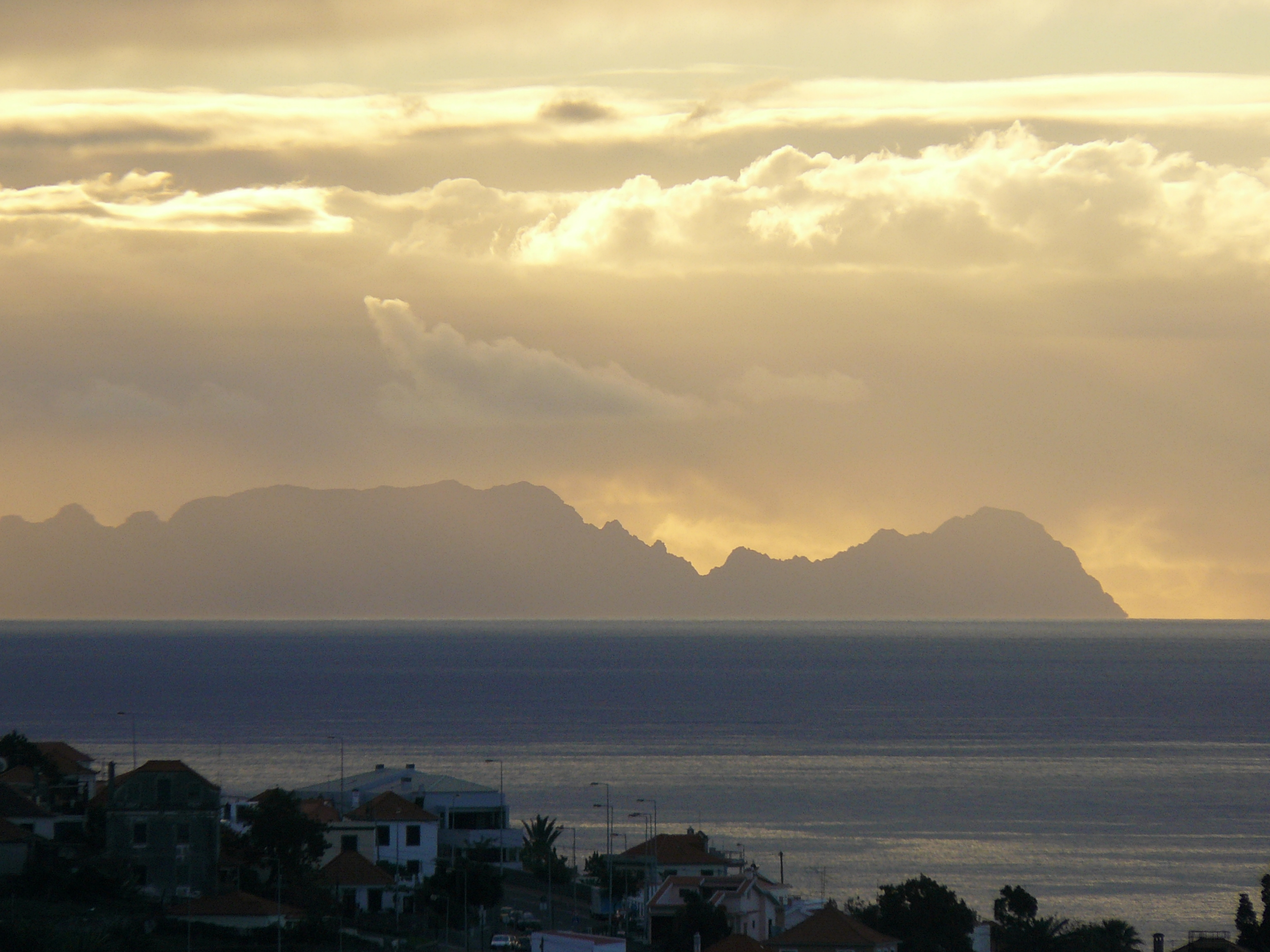
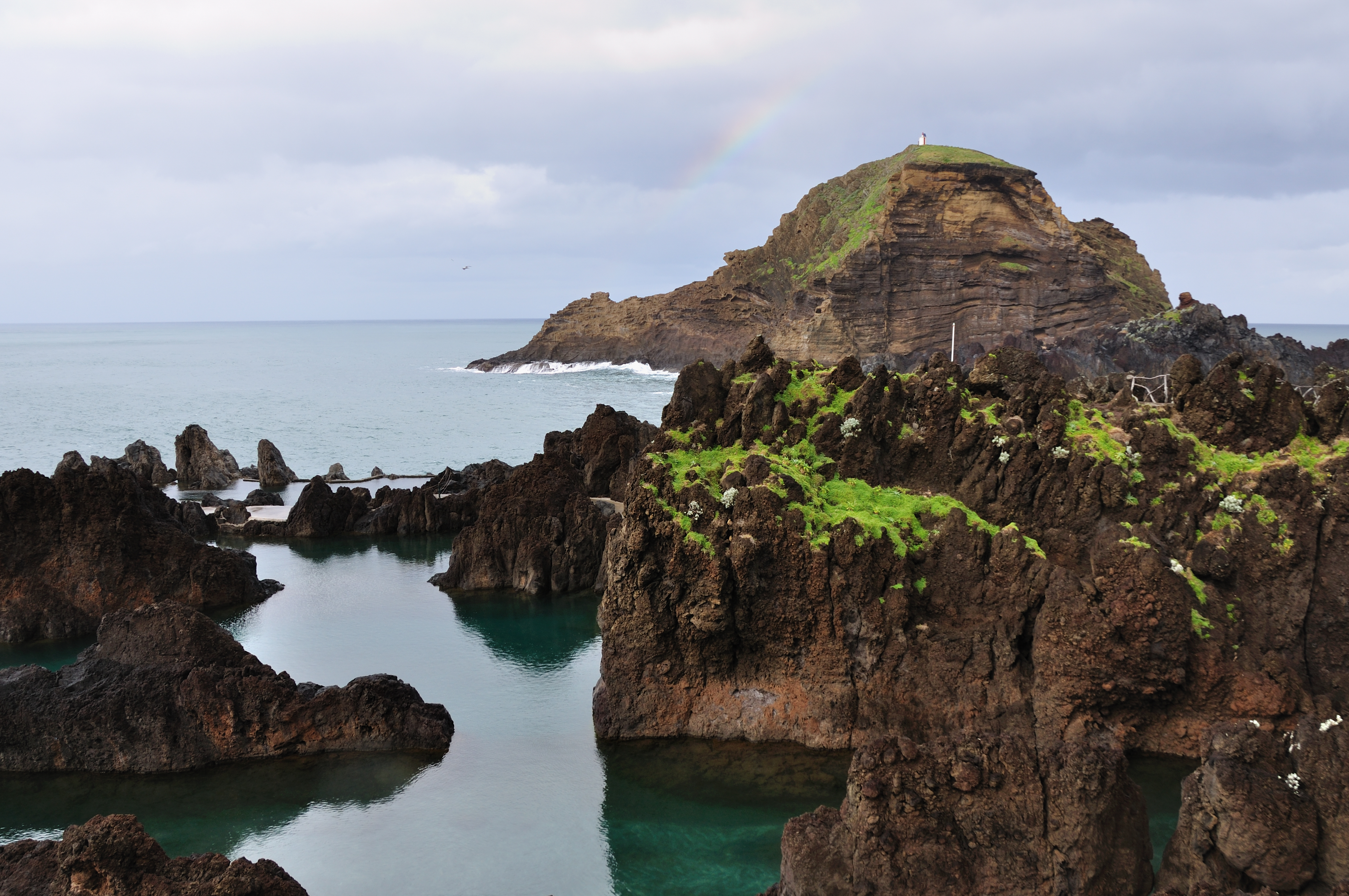
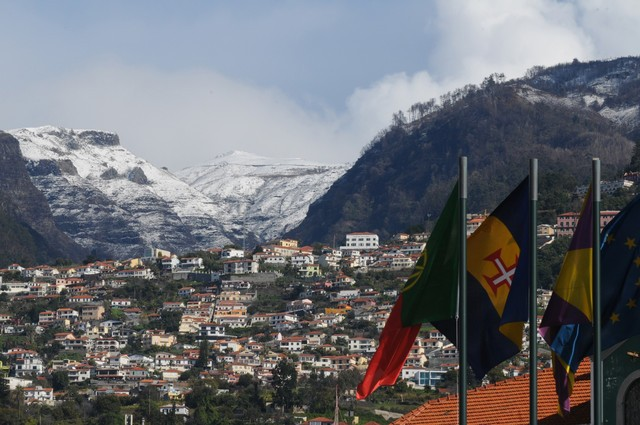
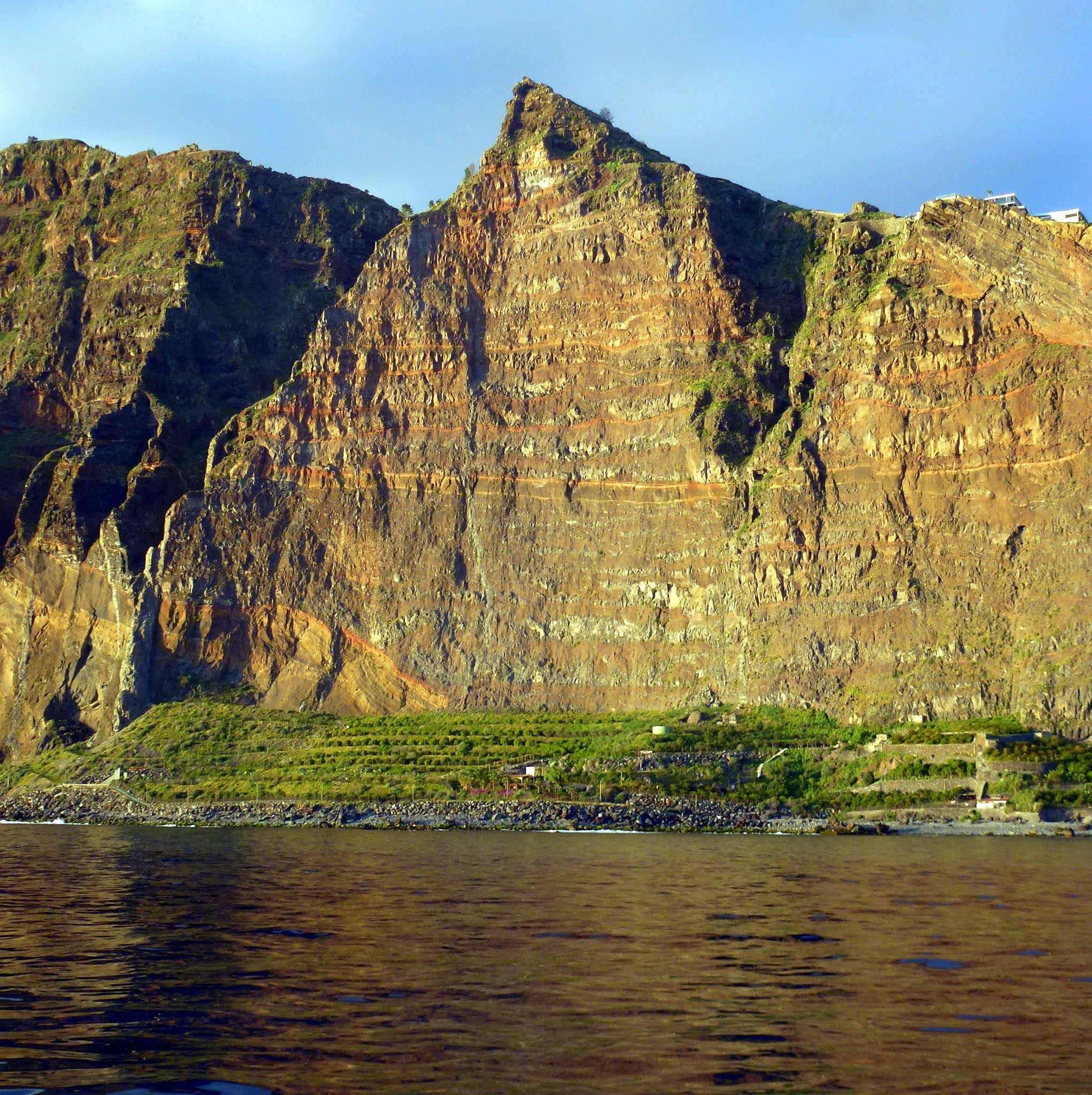